# Nimbus
Nimbus — марка мотоциклів, створена у 1918 році в Копенгагені (Данія) Педером Андерсеном Фіскером (1875—1975), власником компанії Fisker og Nielsen (нині Nilfisk). Мотоцикли випускалися з 1919 по 1928 та з 1934 по 1960 роки, в основному для вітчизняного ринку.

## Історія

### 1919—1928
Компанія Fisker og Nielsen була заснована П. А. Фіскером і Г. М. Нільсеном і виробляла промислові очисні машини та пилососи (компанія була першим в Європі виробником пилососів). До часу, коли Фіскер вирішив розробити власний мотоцикл, партнерство вже було розірвано, але назву компанії Фіскер зберіг.
Перший мотоцикл Nimbus був створений у 1919 році. Він мав чотирициліндровий двигун об'ємом 746 см³ з приблизною потужністю 10 к.с. і приводний вал (на відміну від переважної більшості мотоциклів того часу, які мали ланцюгову систему). Він досягав максимальної швидкості близько 85 км/год і міг бути оснащений коляскою. Машина отримала прізвисько «Kakkelovnsrør» («димар») через товсту круглу трубу між сидінням і кермом, яка, крім того, що була частиною шасі мотоцикла, містила бензобак. У тому ж році було сконструйовано ще дві машини, але масове виробництво і продаж почалися лише у 1920 році, коли Fisker og Nielsen стала компанією з обмеженою відповідальністю.
Розчарований низькими продажами мотоциклів, Фіскер з 1921 року став брати на своїх машинах участь у популярних на той час мотоперегонах: Рим-Копенгаген, Париж-Копенгаген, Берлін-Копенгаген. Nimbus досяг хороших результатів, зрештою здобувши визнання та повагу.
Водночас у ході цих перегонів винахідник виявляв недоліки конструкції і шукав шляхи їх подолання. Зокрема, мотоцикл мав погане охолодження циліндрів, що призводило до зниження максимальної швидкості з часом. Фіскер розробив дві підмоделі, що називалися «Тип A» і «Тип B» і мали незначні відмінності, такі як покращене охолодження і змінена форма вилки у другої підмоделі.
У 1924 році, у зв'язку із запровадженням податку з продажу мотоциклів і економічною рецесією, виробництво скоротилося і зрештою у 1928 році було скасоване. Всього за ці сім років було створено 1300 мотоциклів Nimbus типів «A» і «В».

### 1932—1960
У 1932 році Фіскер разом зі своїм сином Андерсом почав проєктувати нову машину. У 1934 році вона під назвою Nimbus Type C була представлена на ринку, де на той час вже були поширені моделі сильних конкурентів — BMW і Harley-Davidson. «Тип C» був повністю оновленою моделлю з чотирициліндровим двигуном об'ємом 750 см³, пласкою залізною рамою та телескопічною вилкою. За характерний шум вихлопної труби новий мотоцикл отримав прізвисько «Humlebien» («Джміль»). На відміну від попередніх, ця нова модель здобула комерційний успіх і стала найбільш продаваним мотоциклом у Данії. Значна частина продукції була продана армії, поліції та поштовій службі. Репутація та надійність принесли бренду контракт на оснащення уряду Данії мотоциклами Nimbus Type C під час Другої світової війни.
У роки окупації 1940—1945 років, через брак матеріалів для виробництва, було виготовлено лише близько 600 мотоциклів. Фіскер разом із сином Андерсом у роки війни переїхав до Норвегії.
Незабаром після Другої світової війни був створений і випробуваний значно вдосконалений двигун. Однак, за відсутності труднощів з продажем наявних мотоциклів, було вирішено не робити великих інвестицій в оновлення, замість цього внесли незначні вдосконалення в існуючі моделі, що зазвичай дозволяло оновити їх. На це рішення, очевидно, вплинуло і те, що близько 20 % загального виробництва «Німбусів» знаходилося в розпорядженні армії: було вирішено, що військові навряд чи захочуть збільшити запас запчастин для підтримки додаткової моделі.
Мотоцикли продавалися до 1960 року (в 1959-му їх виробництво було офіційно скасовано, а в 1960 — доставлено клієнтам останні замовлені машини). Поштова служба використовувала «Німбуси» до 1972 року. Поліція Данії також була великим замовником, але перейшла на новіші мотоцикли наприкінці 1950-х і на початку 1960-х років, коли Nimbus, максимальна швидкість яких становила лише 120 км/год, стали надто повільними, щоб встигати за сучасними автомобілями і мотоциклами. Крім того, дуже мала кількість мотоциклів була експортована.

### Теперішність
Протягом усієї історії Nimbus було виготовлено близько 12 000 мотоциклів, з яких у Данії зареєстровані та лишаються на ходу 4000. Також певна кількість використовуються за межами Данії, головним чином у Швеції, Німеччині та США. Багато машин Типу C знаходяться в музеях або іншим чином не зареєстровані для використання на дорогах. За даними заснованої у 1974 році асоціації Danmarks Nimbus Touring (налічує близько 1600 членів у Данії та за кордоном), існує близько 7500 мотоциклів Nimbus на ходу, що пояснюється якістю машин, доступністю деталей (хоча й не нових), а також дбалим обслуговуванням з боку власників.